# 石川氏
石川氏（いしかわし）は、石川を苗字とする一族である。主に、次の5系統の石川氏が存在する。
1. 蘇我氏、蘇我連子系、石川氏
2. 桓武平氏、常陸平氏大掾氏流吉田氏一門の石川氏（常陸石川氏）。
3. 清和源氏、河内源氏源義時流石川氏。本項で詳述。
4. 清和源氏、大和源氏源頼親流石川氏（陸奥石川氏）。
5. 源頼親流陸奥石川氏の内で、美濃国厚見郡市橋庄の地頭となった石川光治（成田五郎）の子孫（美濃石川氏）。石河氏とも書く。
6. 備中石川氏から分家した家で、石川伊予守を祖とする（伊予石川氏）。

他に、上記の義時流と称した備中の国人である石川氏（備中石川氏）と
丹後の石川氏（丹後石川氏）がある。

## 石川氏（清和源氏流）

### 石川氏（源義時流）
源義家（八幡太郎義家）の五男（もしは六男）の源義時を祖とする石川氏。他氏との混同を避けるために石川源氏と呼ぶことの方が多い。
治承・寿永の乱（源平合戦）の際に同じ源氏で平家方の源季貞に攻められて大敗を喫し、一族の多くを失ったが、源氏が平家を倒すと、勢力を回復し河内国南部（現在の大阪府河内長野市）に勢力を拡大した。
鎌倉時代には南河内の一大勢力となった。しかし、鎌倉幕府が衰え、河内国南部に楠木正成に代表される伊予橘氏（越智氏）などの系統の在地豪族が台頭すると、それに圧倒されて勢力を失い、一族の多くは故郷を離れて各地に離散したが、楠木正成の配下になり河内に残った一族も少なくない。
戦国期の摂津国の中川氏（中川清秀など）は、この石川氏の系統とされる（親族の多田源氏の系統の説もある）。

### 三河石川氏

#### 封建時代
戦国時代後期に石川数正・家成を輩出した三河の石川氏は、義時の子孫のうち、石川政康が蓮如に随行して三河に流れ着き、定住したのがはじまりという。また、三河守護一色氏の被官であったとの説もある。松平氏（徳川氏）に仕え、代々筆頭家老を務めた。『柳営秘鑑』にある徳川最古参の安祥譜代七家の一つであり、『新編岡崎市史』や『史學雜誌』によれば石川家は三河の浄土真宗門徒の総代的立場にあったとされる。
数正は松平清康の重臣・清兼の次男で三河小川城（現安城市小川町間田）主・康正と松平重吉の娘との間に生まれた。家老として徳川家康に仕え活躍したが、やがて羽柴秀吉の下に出奔しその家臣として大名となった。しかし、子孫は秀吉の死後江戸幕府を開いた家康に冷遇されまもなく改易処分となった。『石川系譜難波録』によれば数正の弟・石川清政の家が康正流の中で本家改易後も旗本として残ったとされる。
家成は清兼の三男として生まれた。母は家康の叔母にあたる水野忠政の娘・芳春院妙西尼で家康の母方の従兄にあたる。家康より「家」の字を偏諱として授かった数少ない武将の一人であり家康関東移封前は徳川家先鋒として功績を重ね、東三河の旗頭、掛川城主等を務めた。家成系石川家は譜代大名として明治維新まで存続した。石川家譜によれば、甥である数正は家成より一歳年長であったが、康正死後石川本家相続を家康より家成は命じられたとされる。実際数正は家成が東三河旗頭を退いた後に同旗頭を引き継いだ。家成死去後は嫡男・康通が先に死去していたことから大久保忠隣の次男・忠総（家成の娘の子）が石川家を継いだ。
家成系石川家からは宗家である伊勢亀山藩、忠総の次男・総長を祖とする常陸下館藩が大名家として廃藩置県まで存続した。

##### 三河石川家の主な旗本・御家人家
旗本家としては忠総の四男・貞當系（大島（大嶋）石川家・7,000石）、忠総七男・総氏系（保久石川家・4,000石）・総長嫡子・総良の次男・忠明系（4,000石）、家成次男・成次系（1,100石）などがある。
家成流以外でも清兼次男・一政系、石川政康の子より生じた康長系、重康系（石川又四郎家4,000石など）、正信系、吉久系その他にも多くの家が旗本として存続した。
なお、石川丈山（石川左近重之）は『石川系譜難波録』によれば鎌倉時代末期から室町時代初期の当主・義忠の次子・信茂の裔にあたる。
寛政呈書に記された旗本家・主な御家人家は以下のとおりである。
| 祖 流                  | 当主名             | 石 高    | 領地所在地                                                                       | 役 職            | 屋敷及び面積                                           | 家紋           | 葬地                                   | 備考 |
| ---------------------- | ------------------ | -------- | -------------------------------------------------------------------------------- | ---------------- | ------------------------------------------------------ | -------------- | -------------------------------------- | --- |
| 家成流『大島石川家』   | 石川靱負総武       | 7,000石  | 三河額田郡･加茂郡大島陣屋                                                        | 中川御番         | 小石川水道橋外（2,762坪）、下屋敷：本所横堀（1,000坪） | 二重輪笹竜胆   | 下谷大久寺                             | 伊勢亀山藩支族、三河に所領を持つことから三河石川家とも呼ぶ。                                                                             |
| 家成流『保久石川家』   | 石川兵庫総朋       | 4,000石  | 三河額田郡･加茂郡保久陣屋                                                        | 旗本寄合席       | 鉄砲洲築地（1,320坪）                                  | 笹竜胆         | 下谷大久寺                             | 伊勢亀山藩支族、下野より来たとされたことから当初下野に所領が与えられ下野石川家とも呼ぶ。後に下野の所領は三河に移される。                 |
| 家成流『東山石川家』   | 石川岩之丞総集     | 3,000石  | 河内国石川郡・古市郡東山陣屋                                                     | 旗本寄合席       | 麻布古川町（1,200坪）                                  | 角切角内笹竜胆 | 下谷大久寺                             | 常陸下館藩支族、石川氏発祥の地河内に所領を持ち、河内石川家とも呼ぶ。                                                                     |
| 家成流                 | 石川栄吉成次       | 500石    | 武蔵国榛沢郡・幡羅郡                                                             | 小納戸           | 牛込富士見馬場（400坪）                                | 丸の内笹竜胆   | 大久保専福寺                           | 家成末子成次祖、旗本1100石。三代目で無嗣断絶、弟をもって再興。                                                                           |
| 清兼流                 | 石川傳太郎政久     | 330石    | 武蔵国橘樹郡                                                                     | 大番三番         | 木挽町築地（679坪）、宿拝領屋敷：四谷南寺町（300坪）   | 丸の内笹竜胆   | 湯島（後浅草）徳本寺                   | 一政（初代） |
| 清兼流                 | 石川勘次郎政武     | 330石    | 相模国高座郡（上和田村外）                                                       | 小普請           | 本郷壱岐坂（600坪）                                    | 丸の内三芦葉   | 鎌倉光明寺・四谷法藏寺                 | 清政（初代） |
| 政康流                 | 石川四郎兵衛春厚   | 300俵    |                                                                                  | 小普請           | 市ヶ谷新本村中之町（300坪）                            | 丸の内笹竜胆   | 駒込光源寺                             | 政康の男とする康長の子春重（初代）の分家（本家400石は断絶）                                                                              |
| 政康流『石川又四郎家』 | 石川大隅守政邦     | 4,000石  | 駿河国富士郡・庵原郡・志太郡                                                     | 旗本寄合席       | 神田橋外小川町（1112坪）、拝領屋敷：麻布谷町（580坪）  | 丸の内芦葉     | 鎌倉大善寺                             | 政康次男康長・三男を親康とし、長男康昌の長子康繁の子が重康。康昌・康繁名は石川家譜にて確認できず、「寛政重修諸家譜」で重康初代にて記載。 |
| 政康流又四郎家分家     | 石川八十郎政平     | 500石    | 安房国安房郡・平郡                                                               | 御書院番         | 牛込御門外御堀端                                       | 丸の内芦葉     | 牛込保善寺                             | 政俊（初代） |
| 政康流又四郎家 分家    | 石川六三郎政徳     | 2,000石  | 相模国鎌倉郡・鎌倉郡上矢部（石川）陣屋・大住郡・高座郡、安房国平郡、上総国長柄郡 | 小普請           | 湯島天神下（800坪）                                    | 丸の内芦葉     | 鎌倉大善寺                             | 重勝（初代） |
| 政康流又四郎家 分家    | 石川斎宮之信       | 450石    | 相模国大住郡                                                                     | 御書院番         | 市ヶ谷御門内土手四番町                                 | 丸の内芦葉     | 牛込久成寺                             | 重俊（初代） |
| 政康流                 | 石川半七郎正昭     | 300俵    |                                                                                  | 大番四番         | 市ヶ谷新本村大番町（173坪）                            | 丸の内笹竜胆   | 四谷正応寺                             | 政康の孫とする正信（初代）。正信の父の名は不明。                                                                                         |
| 政康流                 | 石川五郎右衛門次祥 | 300俵    |                                                                                  | 大番三番         |                                                        | 丸の内笹竜胆   | 浅草長敬寺                             | 政康の裔とする吉久（初代）。吉久は西三河において家康に仕えた。                                                                           |
| 貴勝流                 | 石川帯刀貴致       | 300石    | 近江国滋賀郡                                                                     | 西の丸小姓組四番 | 小石川牛天神下水道端                                   | 丸の内割菱     | 谷中臨江寺                             | 勘解由左衛門貴勝（初代）その曾孫貴成が大阪の陣の功外により2,000石知行。貴成三男が300石を分与された（本家1,700石は絶家）。                |
| 忠勝流                 | 石川七左衛門乗加   | 400俵    |                                                                                  | 大番十一番       | 本所二目三目之間（400坪）                              | 丸の内竜胆     | 谷中本光寺                             | 松平広忠に仕えた忠勝（初代）。 |
| 忠勝流                 | 石川十郎兵衛忠方   | 200俵    |                                                                                  | 大番九番         | 四谷内籐宿新屋敷                                       | 二重丸の内竜胆 | 四谷天竜寺                             | 忠勝流三代忠久次男法久（初代）。 |
| 安忠流                 | 石川弦次郎善       | 216石2斗 | 武蔵国橘樹郡                                                                     | 表御右筆         | 牛込築土下（382坪）                                    | 丸の内五葉根笹 | 牛込宝泉寺 078-975-5875                | 安忠（初代）が家康に仕え、天正15年（1587年）に死去。                                                                                     |
| 太郎右衛門流           | 石川太郎右衛門矩純 | 530俵    |                                                                                  | 御書院番三番     | 四谷南伊賀町（530坪）                                  | 丸の内笹竜胆   | 奈良橋雲性寺・市ヶ谷妙典寺・浅草徳本寺 | 太郎右衛門（初代）が家康に仕え、文禄2年（1593年）に330石。                                                                               |
| 太郎右衛門流           | 石川左近将監忠房   | 500石    |                                                                                  | 御勘定奉行       | 外桜田御門御堀端西角                                   | 丸の内笹竜胆   | 牛込幸国寺                             | 初代太郎右衛門の子忠吉次男忠直祖。 |

#### 明治以降
慶応4年/明治元年（1868年）の戊辰戦争において最後の亀山藩主石川成之は、山陰道鎮撫使西園寺公望に恭順したが、最後の下館藩主総管の方は、旧幕府で若年寄・陸軍奉行になっていたため、鳥羽・伏見の戦い後に幕府の職を退いたものの、旧幕府軍につくか官軍に帰順するか進退きわまり、同年4月に旧幕府勢力が城下に侵入してくるに及んで笠間、ついで水戸薬王院に逃亡して巻き込まれるのを回避することで処罰を免れた。旧幕府勢力が滅亡した後、成之も総管も明治2年（1869年）6月の版籍奉還でそれぞれの藩の藩知事に任じられ、明治4年（1871年）7月の廃藩置県まで藩知事に在職した。
また明治2年6月17日の行政官達で公家と大名家が統合されて華族制度が誕生すると両石川家も大名家として華族に列した。明治17年（1884年）7月7日の華族令の施行で華族が五爵制になると、両石川家とも、同月8日に旧小藩知事として当時の当主重之と成徳が子爵に列せられた。
昭和前期に亀山石川子爵家は東京市目黒区中目黒、下館石川子爵家の方は東京市豊島区池袋に邸宅があった。